# Gundy
Gundy är en ort i Australien. Den ligger i kommunen Upper Hunter Shire och delstaten New South Wales, i den sydöstra delen av landet, omkring 210 kilometer norr om delstatshuvudstaden Sydney.
Runt Gundy är det mycket glesbefolkat, med 2 invånare per kvadratkilometer.. Närmaste större samhälle är Aberdeen, omkring 19 kilometer sydväst om Gundy. 
I omgivningarna runt Gundy växer huvudsakligen savannskog. Genomsnittlig årsnederbörd är 1 103 millimeter. Den regnigaste månaden är februari, med i genomsnitt 195 mm nederbörd, och den torraste är maj, med 39 mm nederbörd.